# El Padre (película)
El Padre (en inglés, The Father) es una película franco-británica de drama dirigida por Florian Zeller y protagonizada por Anthony Hopkins y Olivia Colman. Adaptada de la obra de teatro Le Père (El Padre), también de Zeller, se estrenó el 27 de enero de 2020. Obtuvo un gran recibimiento tras su estreno mundial en el Festival de Cine de Sundance 2020. El filme obtuvo 6 nominaciones a los premios Óscar, con Anthony Hopkins llevándose el galardón a mejor actor.
Distribuida por Sony Pictures Classics, la película llegó a los cines de Estados Unidos en septiembre de 2020.

## Adaptación
La película The Father es una adaptación de Le Père (El Padre), una obra teatral del propio Florian Zeller estrenada en 2012. Según The Times, es «una de las mejores obras de la década». Le Père se estrenó en más de 50 países y obtuvo numerosos premios en todo el mundo.

## Sinopsis
Anthony tiene casi 83 años. Vive solo en su apartamento de Londres y rechaza todos los auxiliares de enfermería que su hija, Anne, intenta imponerle. 
Pero Anne lo ve como una necesidad inevitable porque ya no va a poder visitarlo todos los días. Ha tomado la decisión de irse a vivir a París con el hombre que 
acaba de conocer.
Entonces, ¿quién es este extraño con el que Anthony se encuentra en su sala y que afirma haber estado casado con Anne durante más de diez años? ¿Y por qué dice con convicción que están en su hogar? ¿Anthony está perdiendo la cabeza? Sin embargo, reconoce el lugar: de hecho, es su apartamento, y justo el día anterior, Anne le recordó que se había divorciado. ¿Y no pensaba simplemente mudarse a París? Entonces, ¿Por qué ahora afirma que no? Algo se está tramando a su alrededor, como si el mundo, por momentos, hubiera dejado de ser lógico. ¿A menos que su hija y su nuevo compañero traten de hacerlo parecer que es loco? ¿Quizás tienen como objetivo quedarse con su apartamento? ¿Quieren deshacerse de él? ¿Y dónde está Lucy, su otra hija?
Perdido en un laberinto de preguntas sin respuesta, Anthony trata desesperadamente de averiguar qué sucede a su alrededor. El Padre relata la dolorosa trayectoria de un hombre cuya realidad poco a poco se hace añicos ante nuestros ojos.

## Reparto
- Anthony Hopkins como Anthony
- Olivia Colman como Anne
- Rufus Sewell como Paul
- Imogen Poots como Laura
- Olivia Williams como Catherine
- Mark Gatiss como Bill

## Reconocimientos

### Selecciones
- Festival de Cine de Sundance:[5] Selección oficial en la categoría Premières
- Festival Internacional de Cine de Toronto:[6] Selección oficial
- Festival de Cine de Telluride:[7] Selección oficial
- Festival Internacional de Cine de San Sebastián:[8] Selección oficial[9]
- Festival de Cine de Zúrich: Selección oficial

### Premios y nominaciones
| Premio                                       | Categoría                                         | Receptor(es)                                          | Resultado |
| -------------------------------------------- | ------------------------------------------------- | ----------------------------------------------------- | --------- |
| Premios BAFTA (2021)                         | Mejor película                                    | The Father                                            | Nominada  |
| Premios BAFTA (2021)                         | Mejor película británica                          | The Father                                            | Nominada  |
| Premios BAFTA (2021)                         | Mejor actor                                       | Anthony Hopkins                                       | Ganador   |
| Premios BAFTA (2021)                         | Mejor guion adaptado                              | Christopher Hampton y Florian Zeller                  | Ganadores |
| Premios BAFTA (2021)                         | Mejor diseño de producción                        | Peter Francis y Cathy Featherstone                    | Nominados |
| Premios BAFTA (2021)                         | Mejor montaje                                     | Yorgos Lamprinos                                      | Nominado  |
| Premios de la Crítica Cinematográfica (2021) | Mejor actor                                       | Anthony Hopkins                                       | Nominado  |
| Premios de la Crítica Cinematográfica (2021) | Mejor actriz de reparto                           | Olivia Colman                                         | Nominada  |
| Premios de la Crítica Cinematográfica (2021) | Mejor guion adaptado                              | Christopher Hampton y Florian Zeller                  | Nominados |
| Premios de la Crítica Cinematográfica (2021) | Mejor montaje                                     | Yorgos Lamprinos                                      | Nominado  |
| Premios del Sindicato de Actores (2021)      | Mejor interpretación masculina protagonista       | Anthony Hopkins                                       | Nominado  |
| Premios del Sindicato de Actores (2021)      | Mejor interpretación femenina de reparto          | Olivia Colman                                         | Nominada  |
| Premios Globo de Oro (2021)                  | Mejor película de drama                           | The Father                                            | Nominada  |
| Premios Globo de Oro (2021)                  | Mejor actor dramático                             | Anthony Hopkins                                       | Nominado  |
| Premios Globo de Oro (2021)                  | Mejor actriz de reparto                           | Olivia Colman                                         | Nominada  |
| Premios Globo de Oro (2021)                  | Mejor guion                                       | Christopher Hampton y Florian Zeller                  | Nominados |
| Premios Goya (2021)                          | Mejor película europea                            | The Father                                            | Ganadora  |
| Premios Óscar (2021)                         | Mejor película                                    | David Parfitt, Jean-Louis Livi y Philippe Carcassonne | Nominados |
| Premios Óscar (2021)                         | Mejor guion adaptado                              | Christopher Hampton y Florian Zeller                  | Ganadores |
| Premios Óscar (2021)                         | Mejor actor                                       | Anthony Hopkins                                       | Ganador   |
| Premios Óscar (2021)                         | Mejor actriz de reparto                           | Olivia Colman                                         | Nominada  |
| Premios Óscar (2021)                         | Mejor montaje                                     | Yorgos Lamprinos                                      | Nominado  |
| Premios Óscar (2021)                         | Mejor diseño de producción                        | Peter Francis y Cathy Featherstone                    | Nominados |
| Premios Satellite (2021)                     | Mejor película dramática                          | The Father                                            | Nominada  |
| Premios Satellite (2021)                     | Mejor director                                    | Florian Zeller                                        | Nominado  |
| Premios Satellite (2021)                     | Mejor actor dramático                             | Anthony Hopkins                                       | Nominado  |
| Premios Satellite (2021)                     | Mejor actriz de reparto en drama                  | Olivia Colman                                         | Nominada  |
| Premios Satellite (2021)                     | Mejor guion adaptado                              | Christopher Hampton y Florian Zeller                  | Ganadores |
| Premios Satellite (2021)                     | Mejor edición                                     | Yorgos Lamprinos                                      | Nominado  |
| Premios Sant Jordi                           | Rosa de Sant Jordi a la mejor película extranjera | The Father                                            | Ganadora  |
| Premios Lumières                             | Mejor coproducción internacional                  | The Father                                            | Nominada  |